# Bjørn Benkow
Bjørn Benkow, född 1940, avlidna 17 februari 2010, var en norsk journalist. Han uppmärksammades under sommaren 2006 efter att han hade skrivit och sålt artiklar om Tom Cruise, Julia Roberts, Oprah Winfrey, Michael Schumacher och Bill Gates, utfrån påhittade intervjuer som aldrig ägt rum. Hans texter blev bland annat publicerade i Aftonbladet. Historien uppdagades efter att Microsoft kraftfullt dementerat att Gates träffat Benkow under den flygtur som beskrevs.